# ماريا إينيس أورتيز
ماريا إينيس أورتيز (بالإنجليزية: María Inés Ortiz)‏ هي عسكري أمريكية، ولدت في 24 أبريل 1967 في كامدن في الولايات المتحدة، وتوفيت في 10 يوليو 2007 في بغداد في العراق.